# Evelyn Williamson
Evelyn Catherine Laura Williamson (Hamilton, 30 de agosto de 1971) é uma triatleta profissional neozelandesa. 

## Carreira

### Sydney 2000
Evelyn Williamson disputou os Jogos de Sydney 2000, terminando em 22º lugar com o tempo de 2:05:38.30. 